# Campeonato Europeu de Futebol Feminino Sub-19
O Campeonato Europeu de Futebol Feminino Sub-19 da UEFA é a principal competição de futebol feminino para mulheres com o limite máximo de 19 anos na Europa. O torneio também serve como qualificação para a Copa do Mundo de Futebol Feminino Sub-20. Todas as associações filiadas à UEFA que possuem seleções nacionais sub-19 podem enviar representações para o torneio.
A competição inicial ocorreu entre 1997 e 1998 como um evento de futebol sub-18, posteriormente transformou-se em um campeonato sub-19 na temporada 2001-2002.  O campeonato possui duas fases: a fase qualificatória aberta para qualquer nação que deseje participar e a fase final onde se classificam os 8 melhores times classificados na fase qualificatória. A fase final consiste em agrupar os 8 melhores times em 2 grupos de 4, onde as seleções jogam entre sí. O vencedor de cada grupo enfrenta o segundo colocado do outro grupo nas semifinais e os vencedores desta fase vão para a final.

## Resultados
| 1997/98 Detalhes | final em dois jogos                     | Dinamarca                               | 4–3                                     | França                                  |                                         |                                         |                                         |                                         |                                         |
| 1998/99 Detalhes | Suécia                                  | Suécia                                  | 2–1                                     | Alemanha                                |                                         |                                         |                                         |                                         |                                         |
| 1999/00 Detalhes | França                                  | Alemanha                                | 4–2                                     | Espanha                                 |                                         |                                         |                                         |                                         |                                         |
| 2000/01 Detalhes | Noruega                                 | Alemanha                                | 3–2                                     | Noruega                                 |                                         |                                         |                                         |                                         |                                         |
| 2001/02 Detalhes | Suécia                                  | Alemanha                                | 3–1                                     | França                                  |                                         |                                         |                                         |                                         |                                         |
| 2002/03 Detalhes | Alemanha                                | França                                  | 2–0                                     | Noruega                                 |                                         |                                         |                                         |                                         |                                         |
| 2003/04 Detalhes | Finlândia                               | Espanha                                 | 2–1                                     | Alemanha                                |                                         |                                         |                                         |                                         |                                         |
| 2004/05 Detalhes | Hungria                                 | Rússia                                  | 2–2 6–5 (g.p.)                          | França                                  |                                         |                                         |                                         |                                         |                                         |
| 2005/06 Detalhes | Suíça                                   | Alemanha                                | 3–0                                     | França                                  |                                         |                                         |                                         |                                         |                                         |
| 2006/07 Detalhes | Islândia                                | Alemanha                                | 2–0 (pro.)                              | Inglaterra                              |                                         |                                         |                                         |                                         |                                         |
| 2007/08 Detalhes | França                                  | Itália                                  | 1–0                                     | Noruega                                 |                                         |                                         |                                         |                                         |                                         |
| 2008/09 Detalhes | Bielorrússia                            | Inglaterra                              | 2–0                                     | Suécia                                  |                                         |                                         |                                         |                                         |                                         |
| 2009/10 Detalhes | República da Macedônia                  | França                                  | 2–1                                     | Inglaterra                              |                                         |                                         |                                         |                                         |                                         |
| 2010/11 Detalhes | Itália                                  | Alemanha                                | 8–1                                     | Noruega                                 |                                         |                                         |                                         |                                         |                                         |
| 2011/12 Detalhes | Turquia                                 | Suécia                                  | 1–0 (pro)                               | Espanha                                 |                                         |                                         |                                         |                                         |                                         |
| 2012/13 Detalhes | Gales                                   | França                                  | 2–0                                     | Inglaterra                              |                                         |                                         |                                         |                                         |                                         |
| 2013/14 Detalhes | Noruega                                 | Países Baixos                           | 1–0                                     | Espanha                                 |                                         |                                         |                                         |                                         |                                         |
| 2014/15 Detalhes | Israel                                  | Suécia                                  | 3–1                                     | Espanha                                 |                                         |                                         |                                         |                                         |                                         |
| 2015/16 Detalhes | Eslováquia                              | França                                  | 2–1                                     | Espanha                                 |                                         |                                         |                                         |                                         |                                         |
| 2016/17 Detalhes | Irlanda do Norte                        | Espanha                                 | 3–2                                     | França                                  |                                         |                                         |                                         |                                         |                                         |
| 2017/18 Detalhes | Suíça                                   | Espanha                                 | 1–0                                     | Alemanha                                |                                         |                                         |                                         |                                         |                                         |
| 2018/19 Detalhes | Escócia                                 | França                                  | 1–0                                     | Alemanha                                |                                         |                                         |                                         |                                         |                                         |
| 2020/21          | Cancelado devido à pandemia de COVID-19 | Cancelado devido à pandemia de COVID-19 | Cancelado devido à pandemia de COVID-19 | Cancelado devido à pandemia de COVID-19 | Cancelado devido à pandemia de COVID-19 | Cancelado devido à pandemia de COVID-19 | Cancelado devido à pandemia de COVID-19 | Cancelado devido à pandemia de COVID-19 | Cancelado devido à pandemia de COVID-19 |
| 2021/22 Detalhes | Chéquia                                 | Espanha                                 | 2–1                                     | Noruega                                 |                                         |                                         |                                         |                                         |                                         |
| 2022/23 Detalhes | Bélgica                                 | Espanha                                 | 0–0 3–2 (g.p.)                          | Alemanha                                |                                         |                                         |                                         |                                         |                                         |
| 2023/24 Detalhes | Lituânia                                | Espanha                                 | 2–1(pro)                                | Países Baixos                           |                                         |                                         |                                         |                                         |                                         |

## Vencedores
| País          | Vencedores                             | Segundo                          |
| ------------- | -------------------------------------- | -------------------------------- |
| Alemanha      | 6 (2000, 2001, 2002, 2006, 2007, 2011) | 5 (1999, 2004, 2018, 2019, 2023) |
| Espanha       | 6 (2004, 2017, 2018, 2022, 2023, 2024) | 5 (2000, 2012, 2014, 2015, 2016) |
| França        | 5 (2003, 2010, 2013, 2016, 2019)       | 5 (1998, 2002, 2005, 2006, 2017) |
| Suécia        | 3 (1999, 2012, 2015)                   | 1 (2009)                         |
| Inglaterra    | 1 (2009)                               | 3 (2007, 2010, 2013)             |
| Países Baixos | 1 (2014)                               | 1 (2024)                         |
| Dinamarca     | 1 (1998)                               |                                  |
| Itália        | 1 (2008)                               |                                  |
| Rússia        | 1 (2005)                               |                                  |
| Noruega       |                                        | 5 (2001, 2003, 2008, 2011, 2022) |